# Themisto libellula
Themisto libellula is een vlokreeftensoort uit de familie van de Hyperiidae. De wetenschappelijke naam van de soort is voor het eerst geldig gepubliceerd in 1822 door Lichtenstein.